# Torpedo

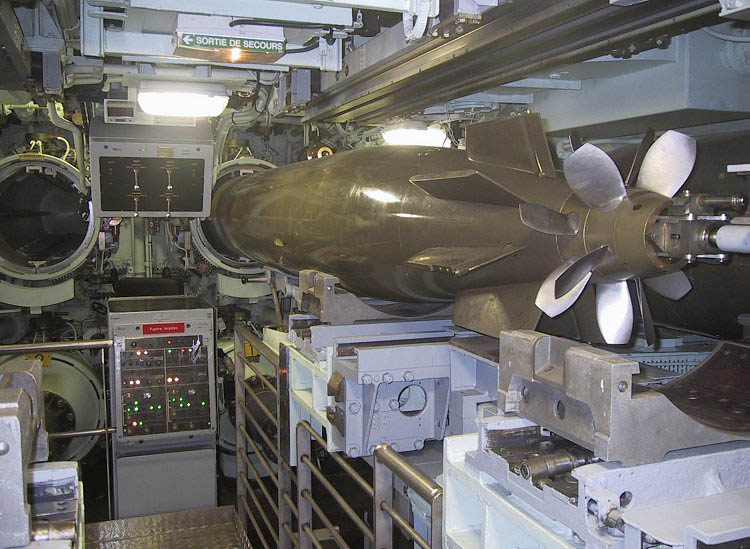
Torpedo in einem U-Boot vor dem Einführen in das Torpedorohr

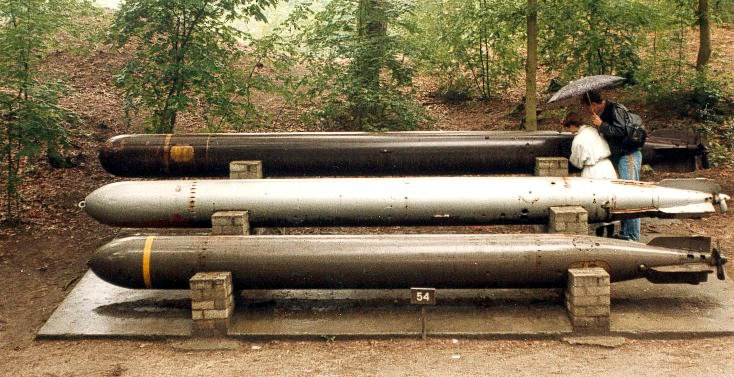
Britischer, deutscher und US-amerikanischer Torpedo aus dem Zweiten Weltkrieg (v.o.n.u.)

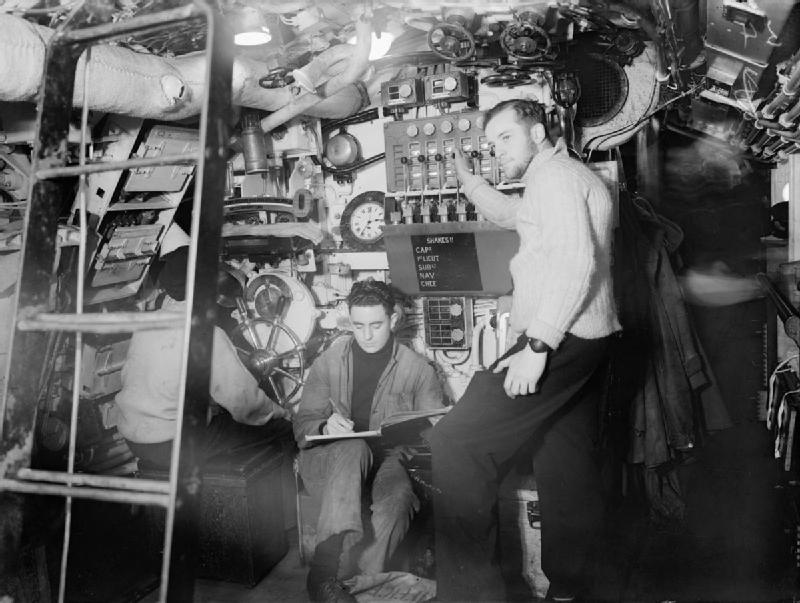
Ein britischer Unterleutnant an der Torpedoabschuss-Steuerung und ein Seemann mit dem Buch zum Protokollieren von Abschüssen auf einem S-Klasse-U-Boot

Der moderne Torpedo ist eine Unterwasserwaffe mit eigenem Antrieb und einer Sprengladung. Er zündet bei Kontakt oder bei Annäherung an ein Ziel. Der Torpedo ist vor allem als Hauptwaffe von U-Booten bekannt, kann jedoch auch von Überwasserschiffen, Flugzeugen und Hubschraubern eingesetzt und von Land aus verschossen werden. Verwendung fand er außer auf U-Booten vor allem auf Torpedobooten und Torpedobombern, aber auch Zerstörer und teilweise sogar Kreuzer und Schlachtschiffe wurden mit Torpedos ausgerüstet. Außerdem gibt es spezielle Seeminen, die einen Torpedo abschießen. Der Abschuss erfolgt meist aus Torpedorohren. Flugzeuge, Hubschrauber und kleine Torpedoschnellboote werfen spezielle Torpedos auch ohne solche Starthilfen ab.
Torpedos werden nach ihrem Durchmesser entweder in der imperialen Maßeinheit Zoll (″) oder in Zentimeter (cm) klassifiziert. Dabei sind Größen von 17–22,5″ (ca. 43–57 cm) verbreitet. In der Kaiserlichen Marine gab es die vier Größen 35, 45, 50 und 60 cm. Die Reichsmarine verwendete für die Seeschiffe ab 1927 nur noch den Durchmesser 53,3 cm (21 Zoll), für die Lufttorpedos 45 cm. Der stärkste Torpedo des Zweiten Weltkrieges, der japanische Typ 93, hatte einen Durchmesser von 61 cm. Heutige Torpedos haben meist einen Durchmesser von 53,3 cm, Torpedos zur U-Boot-Abwehr liegen bei 30–40 cm. Länge und Gefechtsgewicht der Torpedos variieren sehr stark. Sie sind aber immer mehrere Meter lang und wiegen meist mehr als eine Tonne. Torpedos zur U-Boot-Abwehr wiegen rund 300 kg.
Torpedos können Bestandteile anderer Waffensysteme bilden. So stellt der Mark-46-Torpedo der NATO z. B. den Gefechtskopf der ASROC-Rakete, die gegen U-Boote eingesetzt wird, dar, und wird auch von der Seemine Typ Mark 60 CAPTOR verschossen. Der meistverwendete Torpedo, der nur von U-Booten abgeschossen werden kann, ist gegenwärtig der US-amerikanische Mark 48. Auf den neuen deutschen U-Booten der Klasse 212 A wird der DM2A4 Seehecht eingesetzt.

## Wortherkunft
Das lateinische Wort „torpedo“ bedeutet „Zitterrochen“ und ist auch der wissenschaftliche Name dieser Fischgattung. Der lateinische Begriff ist eine Bildung zu „torpére“, das mit „betäubt sein“ übersetzt werden kann. Dieser Name hat nichts mit der Form der Waffe zu tun, sondern damit, dass Zitterrochen „lähmende Schläge“ austeilen können.
Im Sprachgebrauch der Marine wurde der Begriff zuerst vom US-amerikanischen Ingenieur Robert Fulton benutzt, der ihn 1800 in Zusammenhang mit seinem U-Boot Nautilus für eine nachgeschleppte Sprengladung verwandte, die Schiffe von unten angreifen konnte.
In den allgemeinen Sprachgebrauch ging das Wort torpedieren ein, im Sinne von zerstören.

## Geschichte

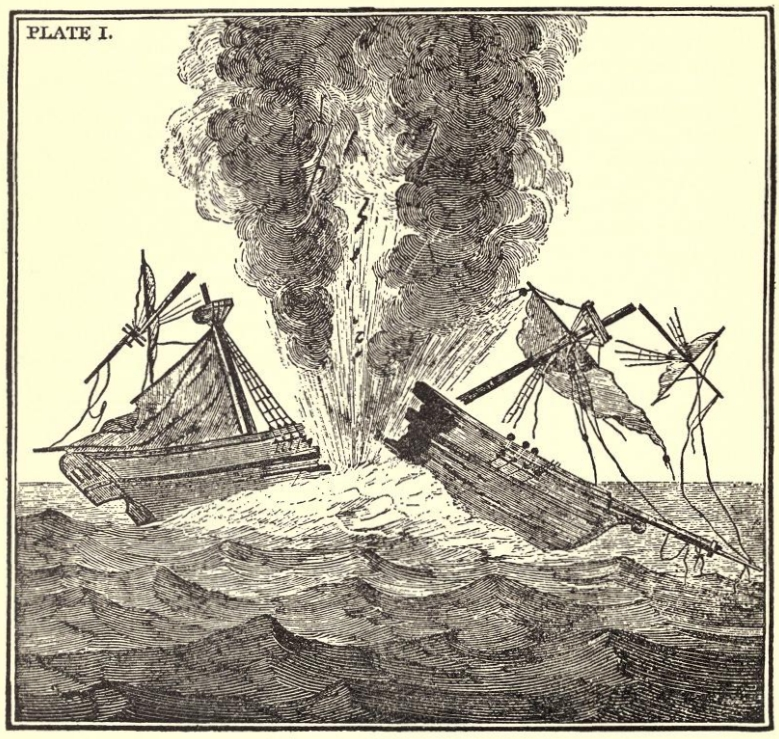
Zeitgenössische künstlerische Darstellung eines Torpedoversuchs 1805, die Brigg Dorothea sank innerhalb von zwanzig Sekunden (Robert Fulton)

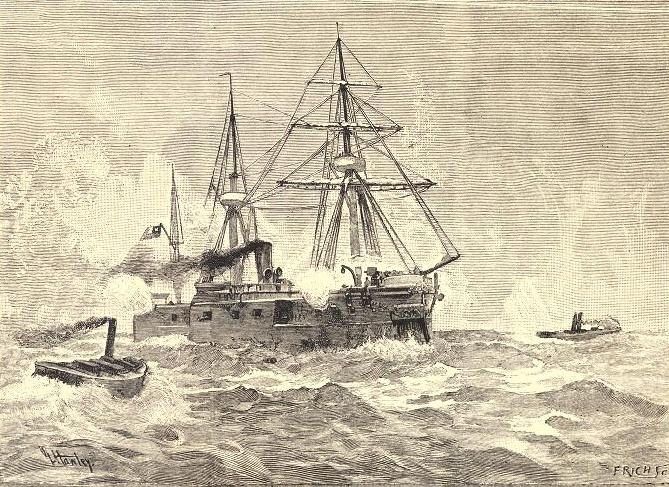
Angriff mit einem Torpedoboot auf das chilenische Schiff Cochrane während des chilenischen Bürgerkriegs von 1891

Der Begriff „Torpedo“ wurde zunächst sehr undifferenziert als Bezeichnung für alle möglichen Sprengladungen im Wasser, auch für Seeminen, verwendet. So bezieht sich das bekannte Zitat “Damn the torpedos! Full speed ahead!” (deutsch: „Zur Hölle mit den Torpedos! Volle Kraft voraus!“) von David Glasgow Farragut, das aus der Schlacht in der Mobile Bay überliefert ist, auf Minen und nicht auf Torpedos im heutigen Sinn. Robert Fulton erwähnt in seinem Buch Torpedo war, and submarine explosions frühe Versuche, bei denen am 15. Oktober 1805 das Schiff Dorothea durch Torpedoversuche in zwei Teile gesprengt wurde und innerhalb von zwanzig Sekunden sank.  Im weitesten Sinne kann der Spierentorpedo als Vorläufer dessen angesehen werden, was heute unter Torpedo verstanden wird. Während des Sezessionskrieges suchte man nach einer Möglichkeit, Schiffspanzerungen zu überwinden, indem man eine große Sprengladung mittels einer Stange (Spiere) direkt an das feindliche Schiff brachte. Das Funktionsprinzip entsprach ungefähr dem der Petarde. Das erste Unterseeboot, das einen Spierentorpedo einsetzte, war die H. L. Hunley, die damit am 17. Februar 1864 die USS Housatonic der Nordstaaten versenkte. Die Hunley sank nach dem Angriff aus ungeklärten Ursachen selbst.
Die ersten schraubengetriebenen Torpedos wurden von Giovanni (Johann) Luppis, einem österreich-ungarischen Marineoffizier, entwickelt und gebaut. Die Schraube wurde durch Federkraft betrieben, gesteuert wurde mit Seilzügen von Land aus. Die Präsentation erfolgte 1860 in Fiume an der Nordadria im heutigen Kroatien.

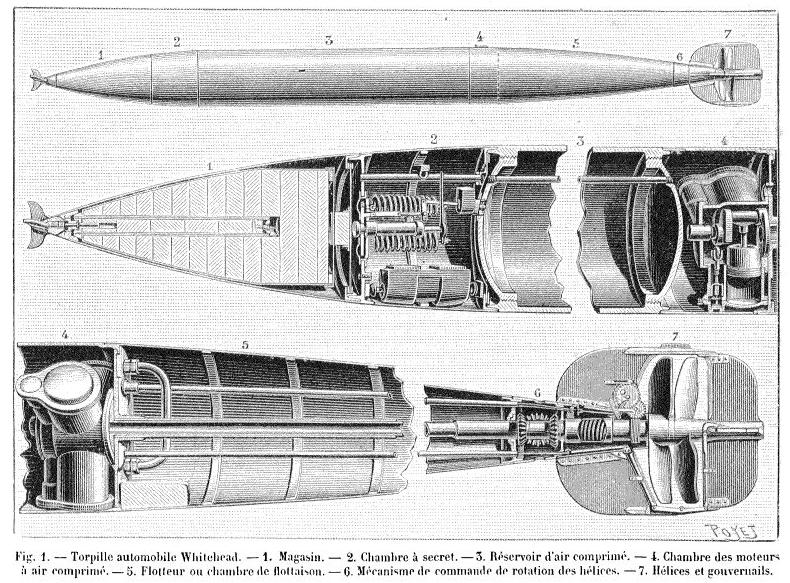
Aufbau des Whitehead-Torpedos. In der Spitze (links) befindet sich die Sprengladung. Das Mittelstück wird vom Druckbehälter eingenommen. Dahinter liegt der Motor, der zwei gegenläufige Schrauben antreibt. Letztere sind von Flossen umrahmt.

Als Vorbild für Prinzip und Aufbau moderner Torpedos gilt aber der sogenannte Whitehead-Torpedo, der nach seinem Erbauer, dem englischen Ingenieur Robert Whitehead, benannt wurde. Whitehead entwickelte zusammen mit Luppis den Torpedo für die österreichische Marine weiter und führte ihn 1866 in Fiume vor. Dieser Torpedo trug eine 9 kg schwere Sprengladung in der Spitze, hatte eine Reichweite von 300 bis 400 Metern und erreichte eine Geschwindigkeit von 6 Knoten. Als Energiequelle für den Antrieb diente auf 40 kp/cm² verdichtete Luft, die in einem Druckbehälter mitgeführt wurde.

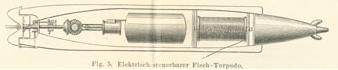
Torpedo, 2. Hälfte des 19. Jahrhunderts. Gut zu sehen sind die sich über fast den gesamten Rumpf erstreckenden Flossen.

Bei den frühen Bauformen wurden die Stabilisierungsflossen bis in den Bugbereich gezogen, um das Gegenmoment der Antriebsschraube auszugleichen. Wegen dieses charakteristischen Aussehens wurden diese Torpedos auch Fisch-Torpedo genannt. Da modernere Konstruktionen grundsätzlich von zwei gegenläufigen Schrauben angetrieben werden, deren Drehmomente einander aufheben, kommen sie mit vergleichsweise kleinen Steuerflächen aus. Angesichts der geringen Geschwindigkeiten der frühen Torpedos und der Notwendigkeit, sie sehr nah an ihr Ziel zu bringen, sprach man vom Lancieren eines Torpedos, heute dagegen vom Schießen.
Der erste erfolgreiche Einsatz von Whitehead-Torpedos, bei dem ein Schiff versenkt wurde, fand im Russisch-Osmanischen Krieg am 26. Januar 1878 im Hafen von Batum statt. Die russischen Torpedoboote Tschesma (ein 35-cm-Whitehead-Torpedo war mit Seilen unter dem Kiel befestigt) und Sinope (der Torpedo wurde aus einem Rohr abgeschossen, das sich auf einem seitlich am Rumpf befestigten Floß befand) unter dem Befehl von Stepan Ossipowitsch Makarow versenkten den türkischen Zolldampfer Intikbah aus einer Entfernung von 70 Metern.
Die Entwicklung des Torpedos mit Eigenantrieb führte zu einer neuen Qualität im taktischen Denken. Ende des 19. Jahrhunderts wurden schnelle Torpedoboote und Zerstörer entwickelt, die wiederum die Entwürfe und Taktiken der großen Kriegsschiffe stark beeinflussten.
Die ersten eingesetzten Torpedos waren Geradeausläufer und behielten ihren Kurs bei, bis sie ihr Ziel trafen oder ihr Treibstoff aufgebraucht war. Eine Weiterentwicklung ist die Drahtsteuerung, also durch Herausziehen einer elektrisch leitenden Verbindung zwischen Torpedo und Abschussstelle für zumindest ein Teilstück der Torpedobahn. Moderne Torpedos verfügen dagegen meist über eine Kombination aus eigenem akustischem Sensor (Sonar) und einer Fernsteuerung, meist über ein Glasfaserkabel.

## Antriebsarten
Die Reichweite und Treffsicherheit von unabhängigen Torpedos hängt wesentlich von ihrem Antrieb ab. Um die Energie für die bis zur Mitte des 20. Jahrhunderts ausschließlich verwendeten Antriebspropeller zu liefern, wurden zu Beginn der Entwicklung verschiedene Antriebsarten erprobt. Es gab Versuche mit Federkraft, Schwungscheiben oder Seilzügen, diese blieben jedoch in ihren Möglichkeiten zu beschränkt. Für lange Zeit stellte sich der Antrieb über Motoren, die durch Gasexpansion (zunächst von Druckluft) betrieben wurden, als der praktikabelste heraus. Davon ausgehend kam es zu vielfachen Weiterentwicklungen. Erst zu Beginn des Zweiten Weltkrieges wurden dann erste elektrisch angetriebene Torpedos einsatzbereit.
In der zweiten Hälfte des 20. Jahrhunderts wurden der Wasserstrahl- und der Raketenantrieb auch für Torpedos entwickelt, diese haben aber bisher den Schraubenantrieb nicht verdrängen können.

### Gasantrieb

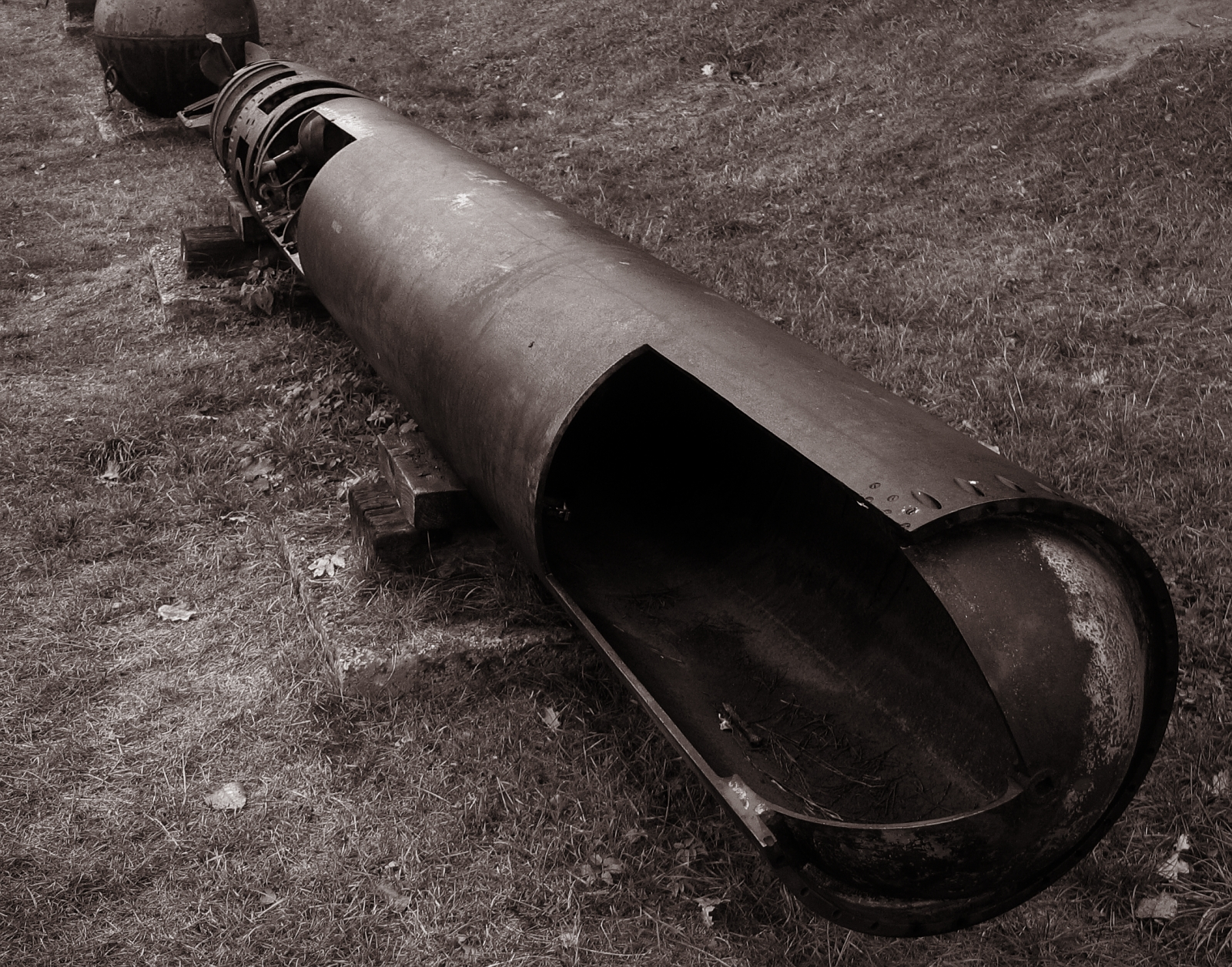
Blick in einen Gasdruckbehälter. Der Gefechtskopf ist abgenommen.

Der Gasantrieb bezieht seine Energie aus komprimiertem Gas, das entweder über eine Kolbenkraftmaschine oder über eine Turbine die Propeller antreibt. Die Abgase werden im Allgemeinen durch die hohlgebohrte Propellerwelle, selten auch am Torpedokörper selbst ausgestoßen und erzeugen dabei eine von der Wasseroberfläche aus deutlich sichtbare Blasenspur. Diese Systeme sind relativ leicht, einfach und zuverlässig. Die Blasenspur kann jedoch die Laufbahn des Torpedos und die Abschussstelle verraten. Wegen des mit zunehmender Wassertiefe steigenden Umgebungsdrucks des Wassers sind Torpedos mit Gasantrieb kaum zur U-Boot-Jagd geeignet, bei der der Torpedo auch für größere Wassertiefen tauglich sein muss. Auch haben alle nicht inerten Antriebsarten (bei denen der Energieträger – in diesem Falle das Antriebsgas – den Torpedo verlässt) die Eigenart, dass der Torpedo während des Marsches an Gewicht verliert, also entweder Wasser-Äquivalente an Ballastgewicht aufgenommen werden müssen, oder eine Höhensteuerung den Gewichtsverlust und die Schwerpunktveränderung kompensieren muss.

#### Druckluft
Nach den ersten wenig erfolgreichen Versuchen mit Federkraft wurden selbstangetriebene Torpedos zunächst von reiner Druckluft angetrieben, die auf spezielle Gasexpansionsmotoren wirkte. Im 19. Jahrhundert bestand dabei das Problem, dass Druckbehälter und Kompressoren nicht so weit entwickelt waren, um ausreichend Energie für größere Laufstrecken (mehr als nur einige hundert Meter) zu ermöglichen. Da sich Gase bei der Expansion abkühlen, neigten die Antriebe reiner Drucklufttorpedos zur Vereisung. Um dies zu verhindern, wurde Seewasser in die Druckluft gesprüht. Diese Erwärmung der Druckluft brachte auch einen zusätzlichen Leistungsgewinn.

#### Dampfgas

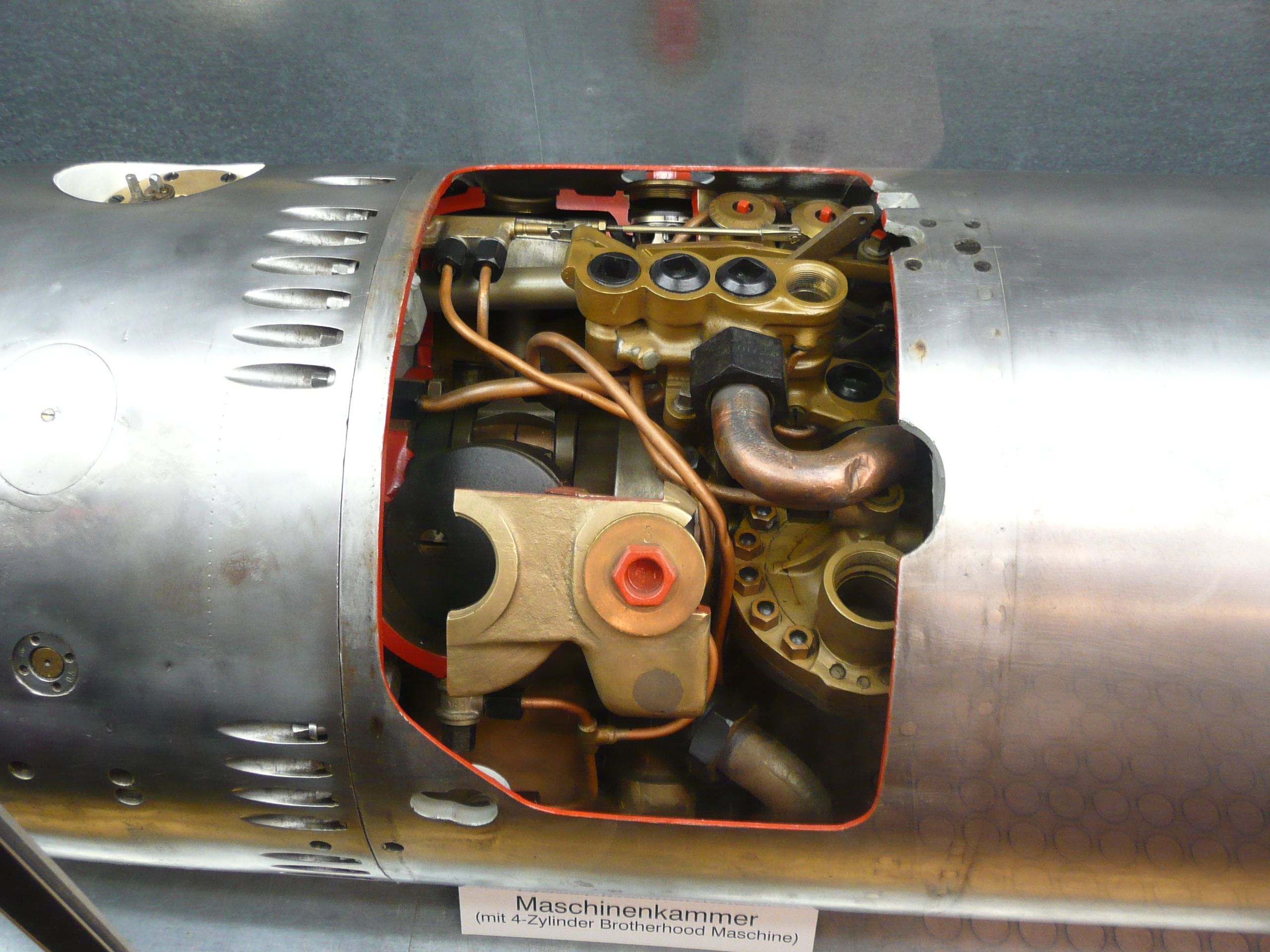
Vierzylinder-Brotherhood-Dampfgasmotor eines deutschen G7a-Torpedos

Ab dem Ende des 19. Jahrhunderts wurde mit dem Aufkommen kompakter Verbrennungsmotoren aus dem reinen Druckluftantrieb der Dampfgasantrieb entwickelt, der neben dem Elektroantrieb die verbreitetste Antriebsform für Torpedos ist. Der Dampfgasantrieb nutzt üblicherweise ebenfalls Druckluft als Grund-Antriebsmittel, als zusätzlicher Energieträger dient hierbei ein mitgeführter Brennstoff wie Petroleum oder Decalin. Der Brennstoff wird dabei in einer separaten Brennkammer mit der Druckluft vermischt und verbrannt, hierdurch erhöhen sich Druck und Volumen (und damit Energiegehalt) der Luft bzw. der Verbrennungsabgase („Trockenvorwärmung“, englisch: dryheater).
Der Wirkungsgrad wurde später noch weiter erhöht, indem Wasser, nun allerdings zur Kühlung, in den Motor geleitet wurde, das durch Verdampfen wiederum eine Volumen- und damit Druckerhöhung bewirkte („Nassvorwärmung“, wetheater).
Japanische Torpedos im Zweiten Weltkrieg nutzten mit Sauerstoff angereicherte Druckluft, später sogar reinen Sauerstoff (→Torpedo Typ 93) als Druckgas und Oxydator.

#### Verbrennungsmotoren

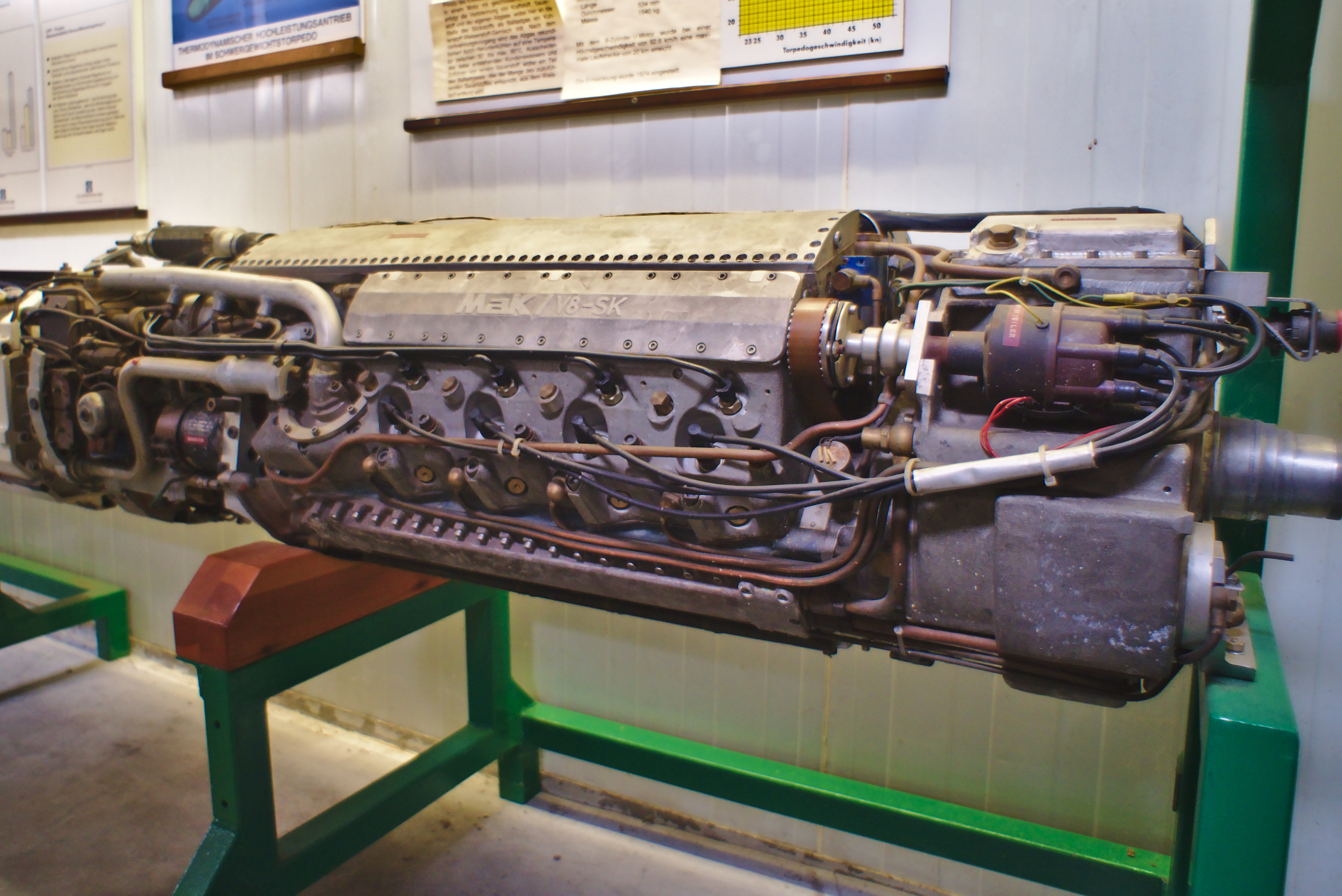
Prototyp eines Verbrennungsmotors der Firma MaK aus dem Jahr 1974

Technisch machbar, allerdings nur selten in Versuchen genutzt, ist die Einspritzung und Verbrennung des Brennstoffes direkt im Motor. In einer Versuchsreihe für die Bundeswehr zwischen 1970 und 1974 wurden dabei mit u. a. einem 8-Zylinder-4-Takt-V-Motor mit 220 kW Versuchsreihen mit dem Schwergewichtstorpedo "Nixe" gefahren. Funktionsprinzip war ein sogenannter geschlossener Kreislauf, in dem Kraftstoff, Sauerstoff und die eigenen Abgase nach Herunterkühlen unter Hinzufügen von Sauerstoff verbrannt wurden. Es konnte eine Laufstrecke von max. 20 km erreicht werden.

#### Gasgeneratoren
Noch während des Zweiten Weltkriegs wurden von den Deutschen verschiedene Varianten des Walter-Antriebs erprobt, u. a. die Nutzung der bei der Zersetzung des Wasserstoffperoxids entstehenden Gase in den üblichen Vierzylinder-Gasexpansionsmotoren (Typ G 7 uk) oder in Turbinen (Typ G 7 ut).
Nach dem Zweiten Weltkrieg wurden auch Torpedos mit Gasgeneratoren gebaut, die Gasturbinen antreiben, so etwa der englische Spearfish-Torpedo.

### Elektroantrieb
In der Zeit vor dem Zweiten Weltkrieg wurden die ersten Torpedos mit Elektroantrieb entwickelt, die das Problem der verräterischen Blasenbahn beheben sollten. Sie sind auch akustisch schwerer zu orten und in großen Tiefen einsetzbar. Die ersten Elektrotorpedos waren wegen fehlender Hochleistungsakkumulatoren in Spitzengeschwindigkeit und Reichweite noch erheblich eingeschränkt. Die Antriebsenergie lieferten zunächst z. B. Bleiakkumulatoren, deren relativ geringer Energiegehalt, hohes Gewicht und hoher Wartungsaufwand aber nachteilig waren. Der deutsche Torpedo G7e musste während einer Einsatzfahrt immer wieder aus den Rohren gezogen werden, um die Akkus nachzuladen, und vor dem Abschuss musste er elektrisch auf 30 °C vorgeheizt werden, damit er seine volle Leistung erreichte. Mit dem Fortschreiten der Akkumulatortechnik kamen immer leistungsfähigere Akkuvarianten in Gebrauch und die Leistungsunterschiede der Antriebssysteme verschwanden. Heute sind Silber-Zink-Akkumulatoren die häufigste Akkumulatorenart für Torpedos. Damit erreichen moderne Torpedos mit Elektroantrieb (wie auch Dampfgasantrieb) Geschwindigkeiten bis etwa 55 kn (≈100 km/h).

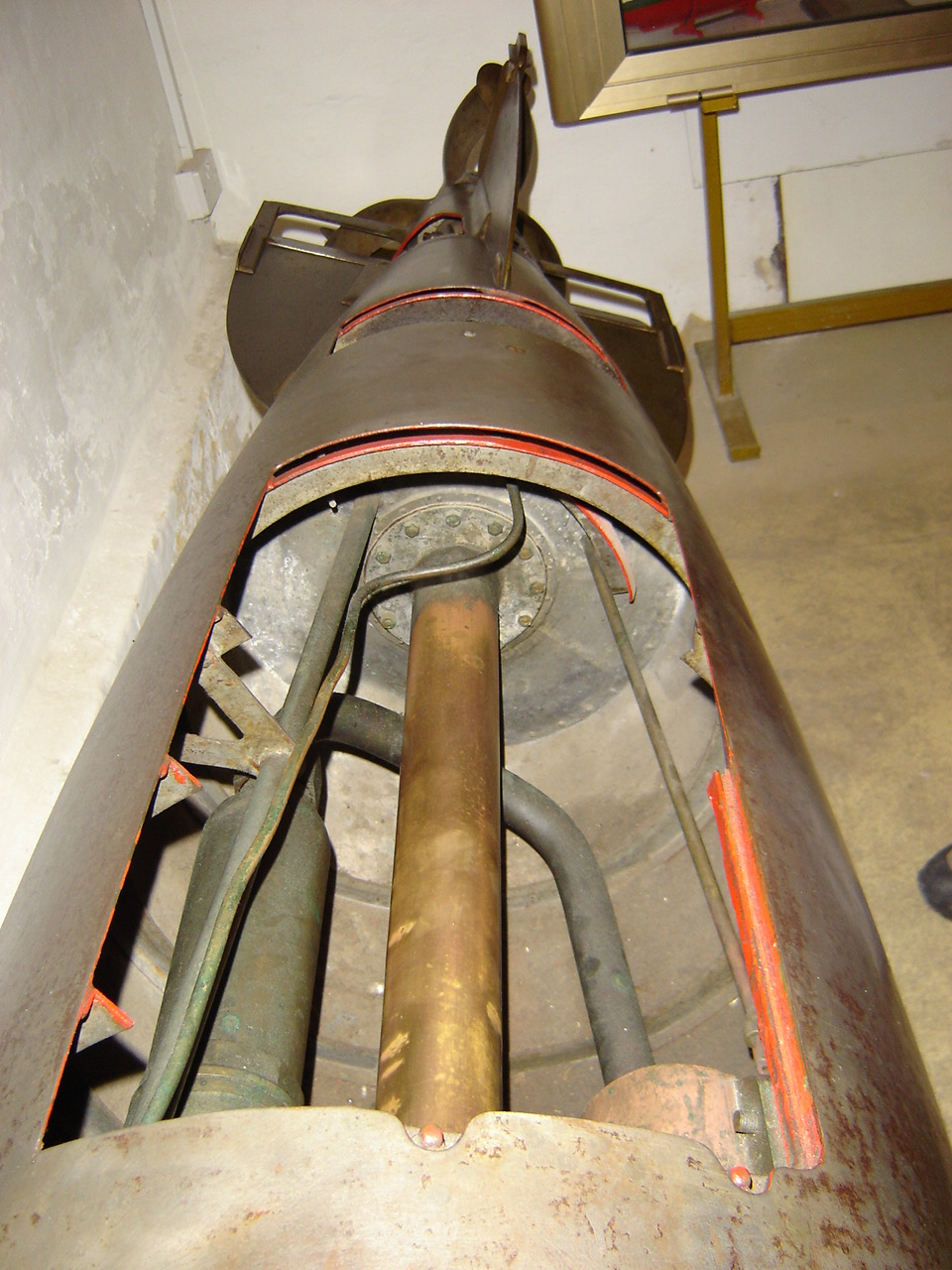
Inneres eines Torpedos: in der Mitte der Tunnel für die Antriebswelle
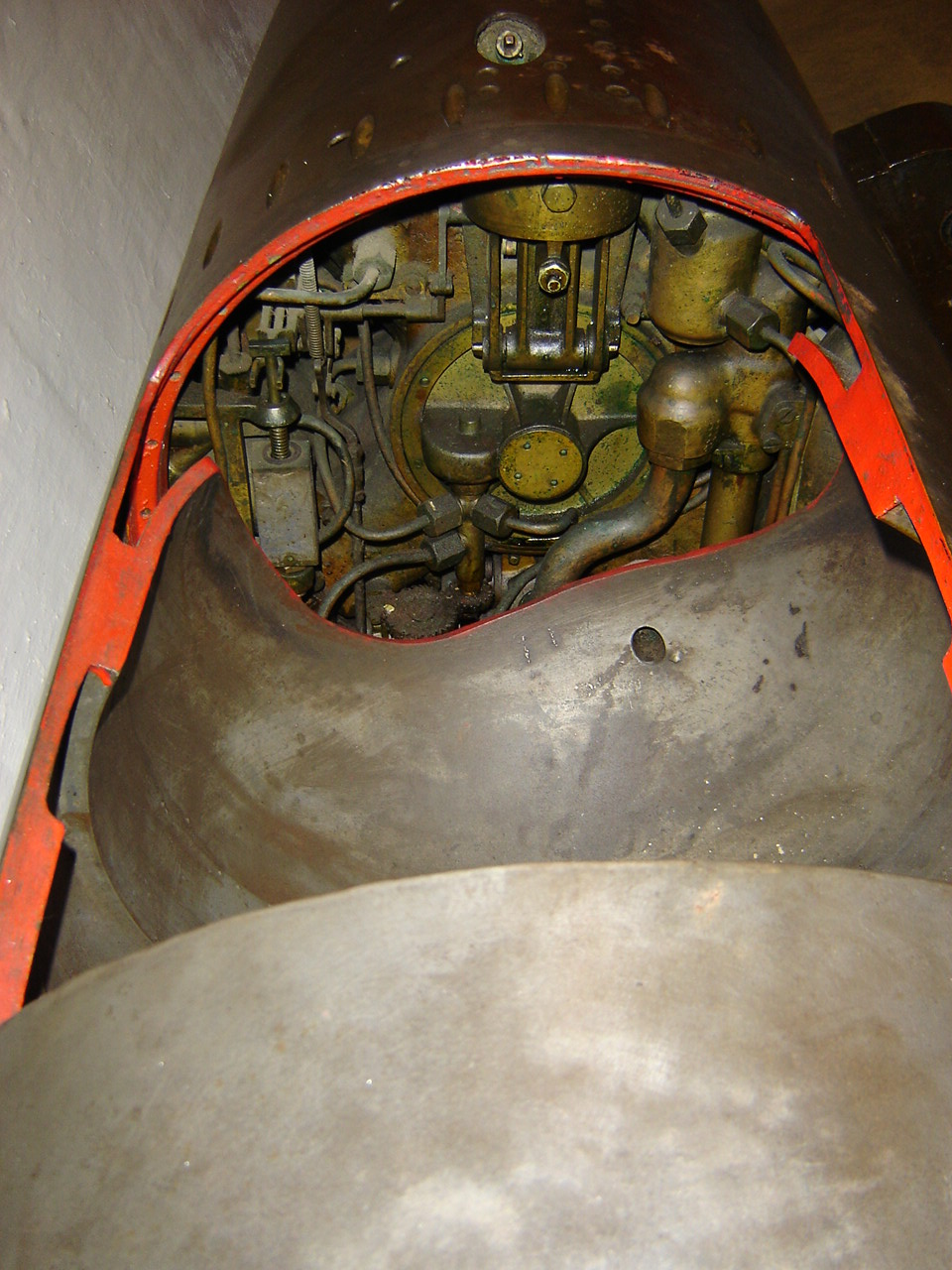
Aufgeschnittener Gasdruckbehälter und Motor (nicht-elektrisch)
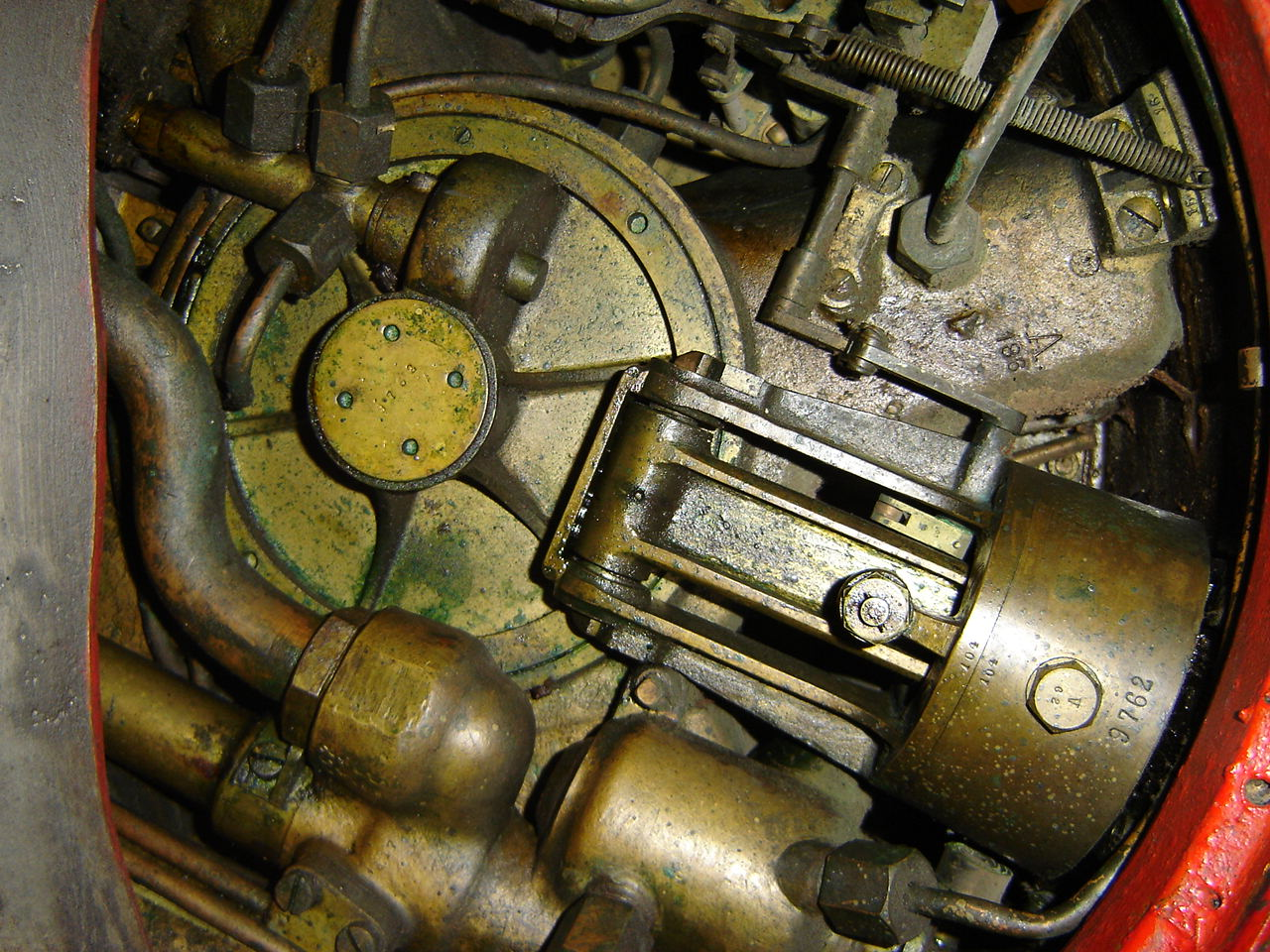
Nahaufnahme Motor (nicht-elektrisch)

### Reaktionsantrieb
Schon gegen Ende des Zweiten Weltkrieges begannen Forschungen zum reaktiven Antrieb von Torpedos. Der reaktive Antrieb kommt heute bei einigen Torpedomodellen zum Einsatz, wobei sowohl Feststoff- als auch Flüssigkeitstriebwerke verwendet werden können. Reaktiv angetriebene Torpedos sind verglichen mit den anderen Antriebsarten sehr schnell, haben aber meist eine geringere Reichweite.
Moderne Superkavitationstorpedos (siehe unten) lassen sich nur mit reaktivem Antrieb technisch umsetzen, da Schraubenantriebe nicht die nötige Antriebsleistung erzeugen könnten und in der Dampfblase, die den Torpedo umgibt, auch wirkungslos wären. Bei den reaktiven Antrieben werden übliche Raketentreibstoffe verwendet, es gibt jedoch Forschungen, die den Einsatz metallischer Treibstoffe bei Superkavitationstorpedos zum Ziel haben. Denkbar wäre z. B. eine Kombination von Aluminiumpulver und Wasser oder Wasserdampf. Metallische Treibstoffe haben einen höheren Energiegehalt und erzeugen einen höheren spezifischen Impuls als auf Kohlenwasserstoffen oder Wasserstoff basierende Treibstoffe. Problematisch sind jedoch die hohen Verbrennungstemperaturen und die hohe Erosionsbelastung der Antriebsdüse durch die Verbrennungsprodukte.
Andere Probleme wie Lenkung und Lagersicherheit/Waffensicherheit scheinen weitgehend gelöst. Im Gegensatz zum herkömmlichen Torpedo kommt eine Lenkung über eigenen Sonar vermutlich nicht in Frage, auch bei der Drahtlenkung dürften die technischen Fragen überwiegen. Eine programmierte Kurssteuerung ist dagegen machbar und dank der Geschwindigkeit auch umsetzbar.

## Lenkbarkeit

### Tiefensteuerung
Das erste zu lösende Problem bei den autonom laufenden Torpedos war die sichere Einhaltung der vorgesehenen Tiefe. Wenn ein Torpedo zu dicht unter der Oberfläche läuft, besteht die Gefahr, in den Bereich des Seeganges (also in den Einfluss der Wellen) zu kommen. Der hierdurch möglicherweise erzeugte seitliche Versatz kann die Reichweite extrem verkürzen, da jede Kurskorrektur durch die Ruder einen Eingriff in die ideale Hydrodynamik darstellt und den Torpedo abbremst. Beim Durchbruch durch die Oberfläche würde Luft von der Schraube angesaugt werden und durch den augenblicklichen Wegfall des Widerstandes der Motor hochdrehen. Außerdem ist ein durch die Oberfläche brechender Torpedo vom angegriffenen Schiff leicht erkennbar, sodass Abwehrmaßnahmen ergriffen werden können. Daher ist es sinnvoll, Torpedos möglichst tief zu schießen. Allerdings steigt dabei das Risiko des Verfehlens, d. h. des Unterlaufens des Zieles ohne Treffer.
Bedeutsam ist auch die erzielbare Waffenwirkung (siehe unten), die bei Handelsschiffen und militärischen Einheiten unter anderem von der Statik des Schiffes sowie seiner Panzerungsverteilung abhängt und die Trefferzone (in diesem Fall die Einschlaghöhe) vorgibt. In der Regel ist aber ein Leck weit unterhalb der Wasserlinie schwerer abzudichten und die Panzerung von Kriegsschiffen im Bereich der Wasserlinie am stärksten.
Zur Tiefensteuerung werden meist Druckmessgeräte verwendet, die anhand der Differenz zwischen dem Innendruck des Torpedos und dem des umgebenden Wassers die Tiefe steuern.
Unterseeboot-Jagdtorpedos müssen hingegen ein vorgegebenes Suchprogramm mit wechselnden Tiefen ablaufen, um ihr Ziel zu orten und dann selbständig anzugreifen.

### Stabilisierung

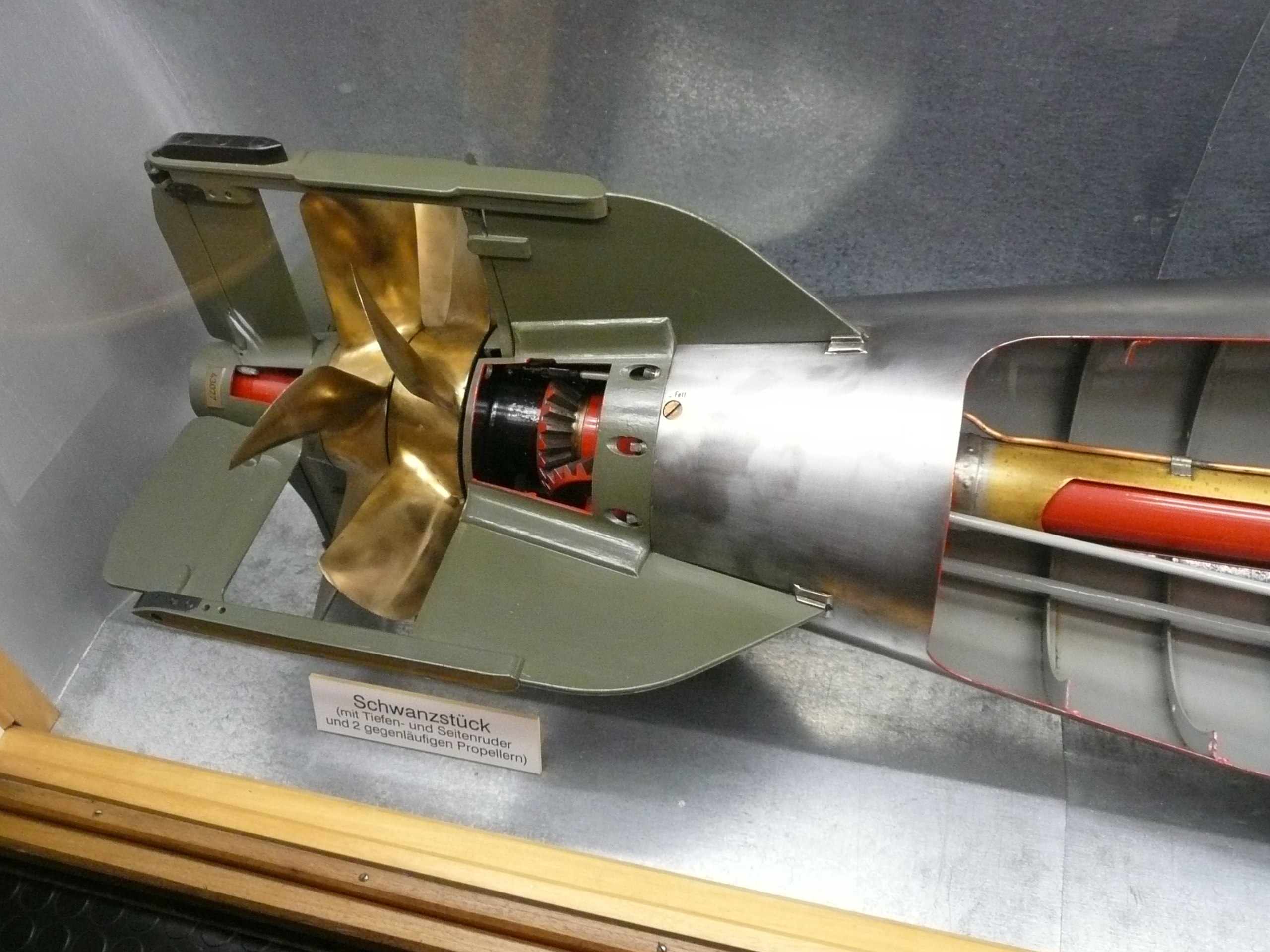
Antrieb mit gegenläufigen Propellern und steuerbaren Flossen

Weiterhin stellte sich das Problem, den Torpedo auf einem geraden Kurs zu halten und das Drehmoment der Antriebsschraube auszugleichen, damit der Rumpf sich nicht um seine Längsachse zu drehen beginnt. Dies versuchte man mit mäßigem Erfolg in ersten Varianten durch große, starre Leitflossen zu verhindern. Erst die Verwendung zweier gegenläufiger, koaxialer Schrauben führte dazu, dass sich die Drehmomente beider Schrauben – wie beim Koaxialrotor – insgesamt gegenseitig aufhoben. Der Torpedo konnte nun allein durch die Schwerpunktlage um seine Längsachse stabil gehalten werden.
Der Geradeauslauf war zunächst ebenfalls ein großes Problem. Ursprünglich gab es hierzu keine Regelung. Für jeden einzelnen Torpedo mussten in umfangreichen Versuchen die Ruder so eingestellt werden, dass der Torpedo die eingeschlagene Richtung beibehielt. Einflüsse von außen (z. B. Seegang, Wellenschlag) konnten den Torpedo dennoch aus seiner Richtung ablenken.
Erst mit der Nutzung des von Ludwig Obry entwickelten Gyroskops konnte ab 1895 ein geregelter Geradeauslauf erreicht werden. Die eingebauten Kreisel ermöglichten es, in Verbindung mit steuerbaren Flossen Abweichungen von der Schussrichtung aktiv auszugleichen.

### Automatiken
Die ersten Torpedos mussten als reine „Geradeausläufer“ von der abschießenden Plattform auf ihr Ziel gerichtet werden. Sichere Treffer setzten eine genaue Ausrichtung des schießenden Fahrzeugs und erfahrungsgemäß Entfernungen von nur wenigen hundert Metern, nach Einführung der Kreiselsteuerungen unter 1 km voraus.
Später wurde es möglich, eine Kursänderung nach dem Abschuss vorzuprogrammieren, z. B. um aus parallelen Torpedorohren gleichzeitig mehrere Torpedos abschießen zu können, die dann unterschiedliche Kurse laufen („Torpedofächer“).

#### Programmläufer

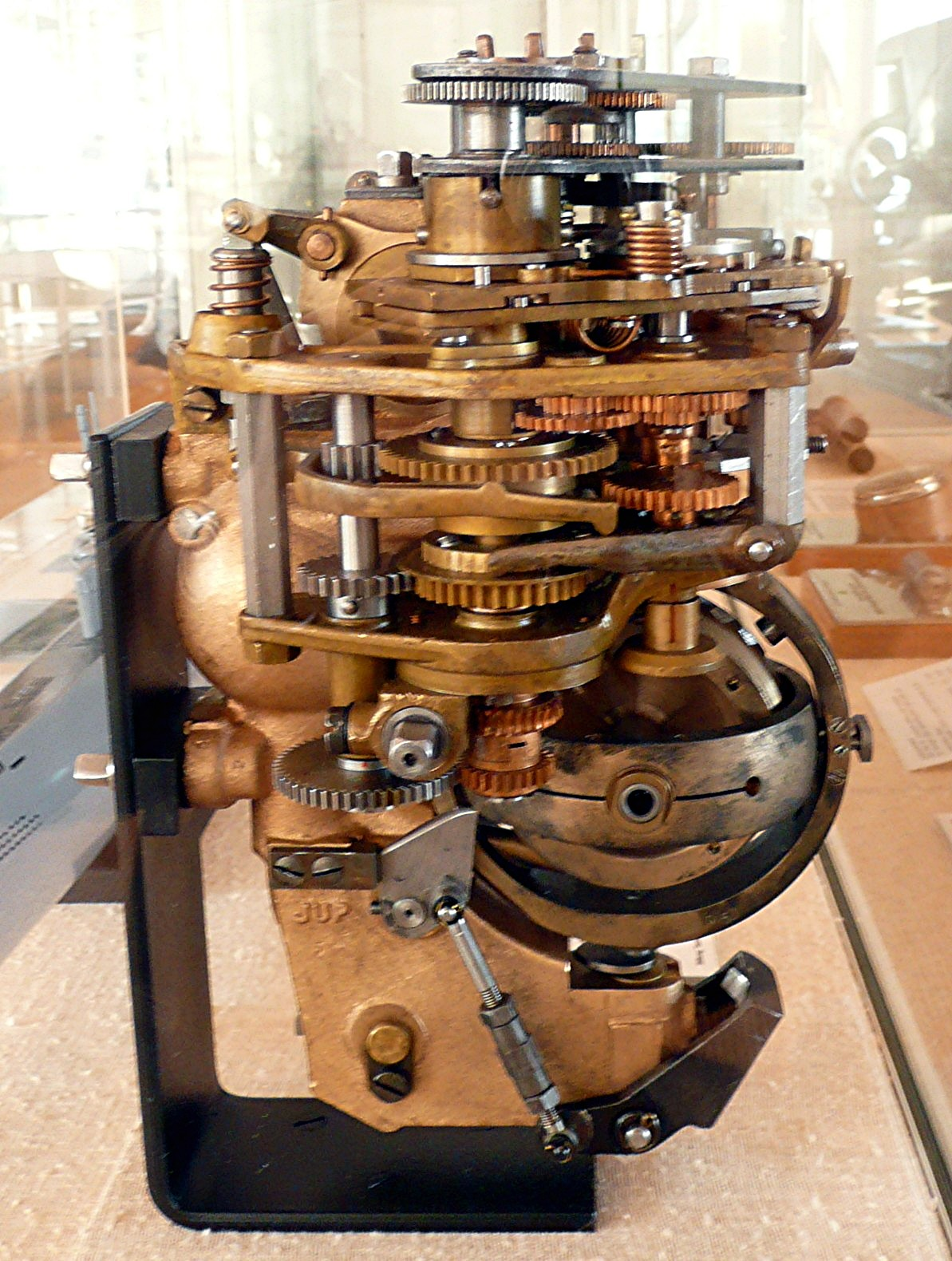
Steuereinheit eines FAT

Unter dem Druck der immer besseren Unterwasserortung entwickelte vor allem die deutsche Kriegsmarine im Zweiten Weltkrieg verschiedene mechanische Automatismen zur Steuerung von U-Boot-Torpedos, damit die angreifenden Boote aus möglichst großer Entfernung treffen konnten.
Die einfachste war dabei der sogenannte Flächen-Absuch-Torpedo oder Federapparat-Torpedo (FAT), der am Ende einer voreingestellten Laufstrecke in einem vorher festgelegten Muster Richtungsänderungen durchführte, um seine Trefferchancen gegen Geleitzugformationen zu erhöhen. Dabei fuhr er so lange im „Zickzack“ oder in Schleifen, bis er etwas traf oder keine Energie mehr hatte.
Die nächste Entwicklung war der so genannte lageunabhängige Torpedo (LUT), der es ermöglichte, auch auf Ziele, die sich seitlich und theoretisch auch hinter dem Boot befanden, zu feuern.

#### Zielsuche

Prinzip eines akustisch gesteuerten Torpedos

Während die ersten Geradeausläufer wie auch die Programmläufer nach dem Abschuss nicht mehr beeinflusst wurden, wurden bereits während des Zweiten Weltkrieges Verfahren entwickelt, die eine Selbststeuerung des Torpedos auf das Ziel ermöglichen sollten. Hierbei waren sowohl passive Verfahren (der Torpedo „hört“ nur und steuert sich auf die Schallquelle, z. B. die Schraubengeräusche ein) als auch aktive Verfahren möglich (der Torpedo erzeugt selbst Schallwellen und steuert sich auf das vom Ziel reflektierte Echo ein).
Der erste wirklich selbstsuchende Torpedo war auf deutscher Seite der akustisch gelenkte G7e T IV „Falke“, der im März 1943 erprobt wurde. Eine Verbesserung war der so genannte „Zaunkönig“ (G7es T V), der ab September des Jahres auf U- und Schnellbooten eingesetzt wurde. Alliiertes Gegenstück war der Mark 24 („FIDO“, „Wandering Anne“), der ebenfalls im März 1943 zur Verfügung stand und im Gegensatz zum „Zaunkönig“ zum Abwurf von Flugzeugen und zur U-Jagd entwickelt wurde. Diese ersten Automatiken waren zum Teil mechanisch oder hatten eine aus heutiger Sicht sehr beschränkte Elektronik. Heute verfügen Torpedos zum Teil sogar über aktive Sonarortung und über mikroprozessorgesteuerte Zielsuchprogramme, die eine Zielverfolgung in drei Dimensionen und das Erkennen von Abwehrmaßnahmen ermöglichen.

#### Fernsteuerung

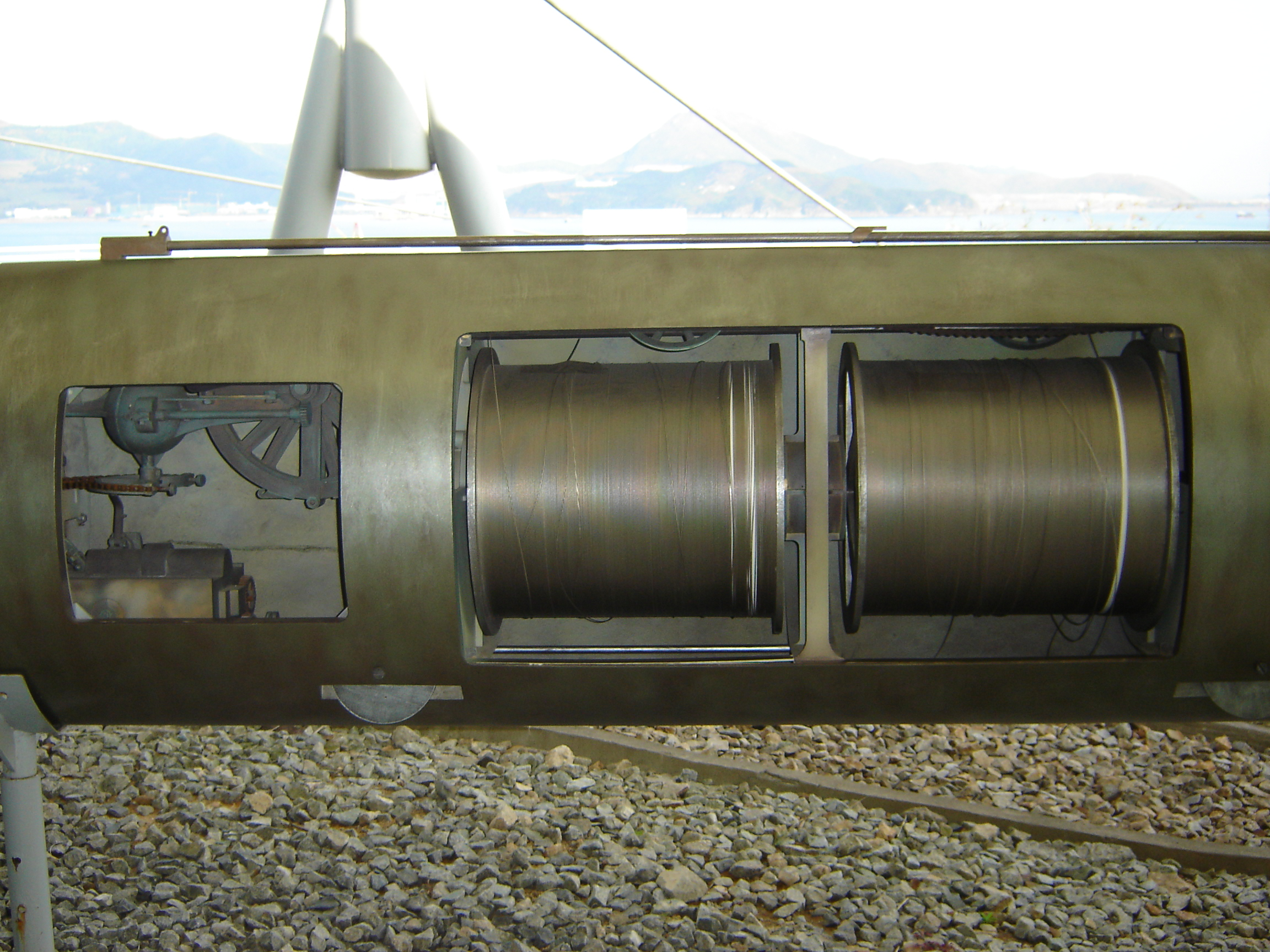
2 Spulen mit Stahldrähten für Antrieb und Seitensteuerung einer Replik des Brennantorpedos von Louis Brennan, 1877 patentiert

Die allererste Kurssteuerung eines Torpedos und damit eines Projektils überhaupt gelang 1878/79 mit dem Brennan-Torpedo, der über eine Rampe von Land ins Wasser gleitet, und dessen Heckantrieb – mit gegenläufigen Schrauben – über das Ausziehen von zwei zugfesten Stahldrähten durch Dampfmaschinen an Land erfolgt. Durch differentiell schnelles Ziehen werden die Seitenruder angesteuert, während die Tiefe automatisch so auf 3,7 m gesteuert wird, dass ein kleiner Mast – nachts nach hinten leuchtend – durch die Wasseroberfläche aufragt und für den Schützen auf einem 12 m hohen Teleskopmast sichtbar bleibt. Mit 1,8 mm Drahtdurchmesser wurden 27 kn (50 km/h) Geschwindigkeit erreicht. Die Reichweite betrug bis 1800 m (die Drahtlänge viel mehr), der Operator verfolgte den Mast mit einem Binokular mit elektrisch wirkenden Kontrollhebeln zum feinen Regeln der Aufwickelgeschwindigkeiten, um den Torpedo zu steuern und um bis zu 180° umzulenken. Damit konnte ein Schiff sogar von der Rückseite getroffen werden. Bis 1906 wurde der Brennan-Torpedo von den Briten zur Hafenverteidigung eingesetzt.
Der Kurs des Torpedos lässt sich heute üblicherweise auch aus dem abschießenden Fahrzeug beeinflussen. Damit kann der Torpedo z. B. entsprechend den Ergebnissen der Radar- oder Sonarortung des lenkenden Fahrzeugs Ausweichbewegungen des Zieles nachgesteuert werden. Zu diesem Zweck zieht der Torpedo einen dünnen Steuerdraht oder Lichtleiter hinter sich her. Damit lassen sich auch Befehle wie Notabschaltung und vorzeitige Detonation an den Torpedo übermitteln – ein bedeutender Vorteil, sollte der Torpedo unerwartet wenden und das eigene Boot als Ziel auffassen.

### Fehlfunktionen der Torpedolenkung und andere Störungen
Es gibt verschiedene charakteristische Fehlfunktionen der Torpedolenkung. Bei Versagen der Tiefensteuerung kann der Torpedo als Oberflächenläufer an die Wasseroberfläche kommen und weiterlaufen. Er ist dann nur noch begrenzt seitensteuerfähig, kann an Geschwindigkeit verlieren und vom Ziel aus entdeckt und eventuell bekämpft werden. Das Gegenteil zum Oberflächenläufer ist der Grundgänger. Beim Grundgänger steuert der Torpedo ungebremst nach unten, bis er auf den Meeresgrund trifft oder vom Wasserdruck zerstört wird. Wenn ein auszustoßender Torpedo sich im Rohr verklemmt, oder sich aus anderen Gründen nicht aus dem Rohr lösen kann, spricht man von einem Rohrläufer. Dieser kann auch auftreten, wenn der Eigenantrieb der Waffe von selbst, beispielsweise bei Erreichen einer bestimmten Tauchtiefe, aktiv wird. Ist ein Ausstoß nicht möglich, muss der Torpedo in den Innenraum geholt und sein Antrieb per Hand deaktiviert werden.
Beim Versagen der Seitensteuerung stellen Kreisläufer eine erhebliche Gefahr für das schießende Fahrzeug dar. Beim Kreisläufer führt die Fehlsteuerung dazu, dass der Torpedo einen Kreis abläuft und sich wieder der Position des abschießenden Fahrzeugs nähert. Um dieser Gefährdung zu begegnen, verfügen moderne Torpedos über einen Sicherheitsmechanismus, der sie bei einer Kursänderung von 180° deaktiviert.
Bei Aufschlagzündern wurde die Zündersicherheit teils durch eine im Wasserstrom abfallende Schutzkappe sichergestellt. Da die Explosion des Torpedos das eigene Schiff/Boot gefährdet, werden Zünder auch heute erst ab einer gewissen Laufstrecke bzw. Entfernung geschärft.

## Waffenwirkung

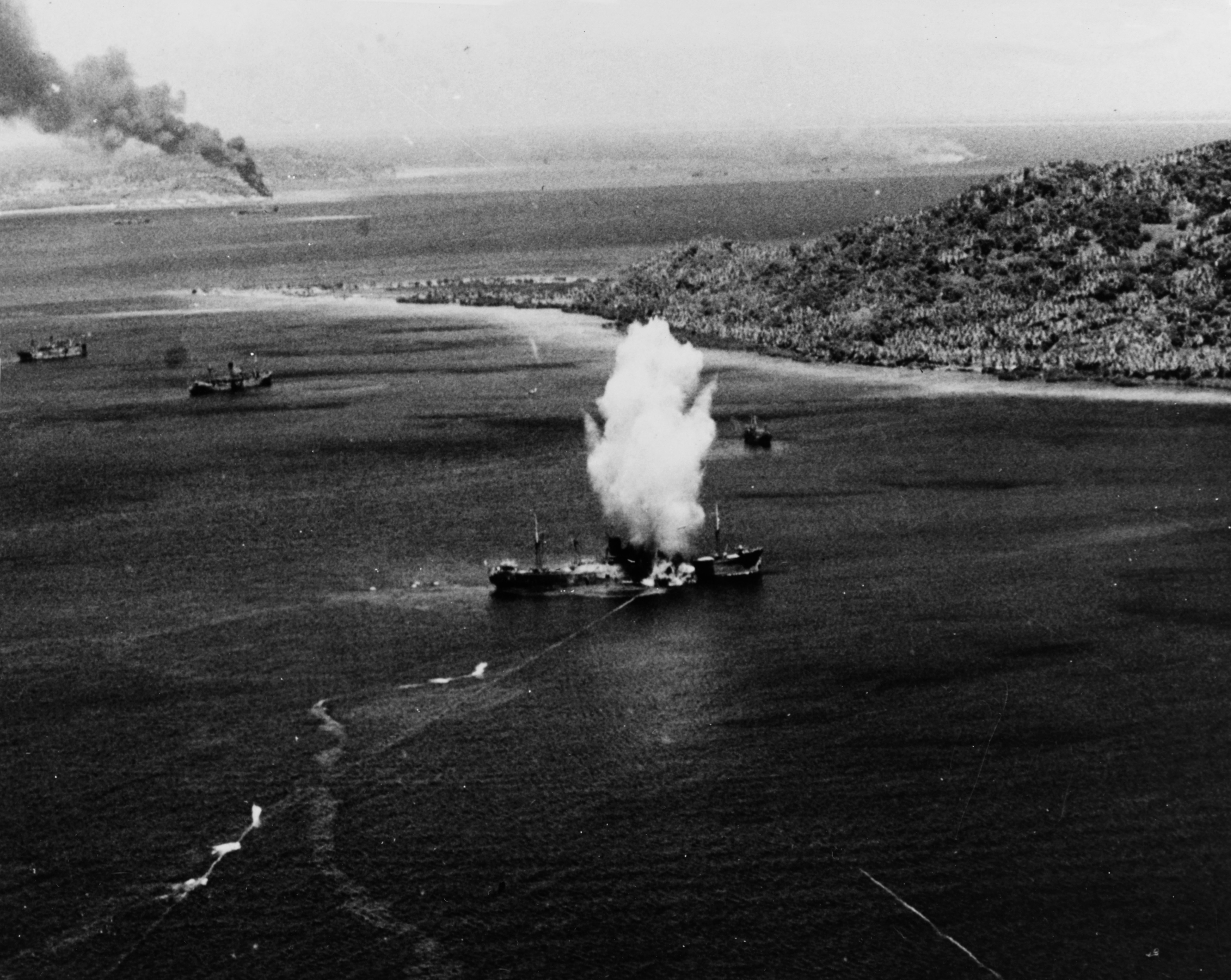
Torpedotreffer auf ein Handelsschiff im Pazifikkrieg

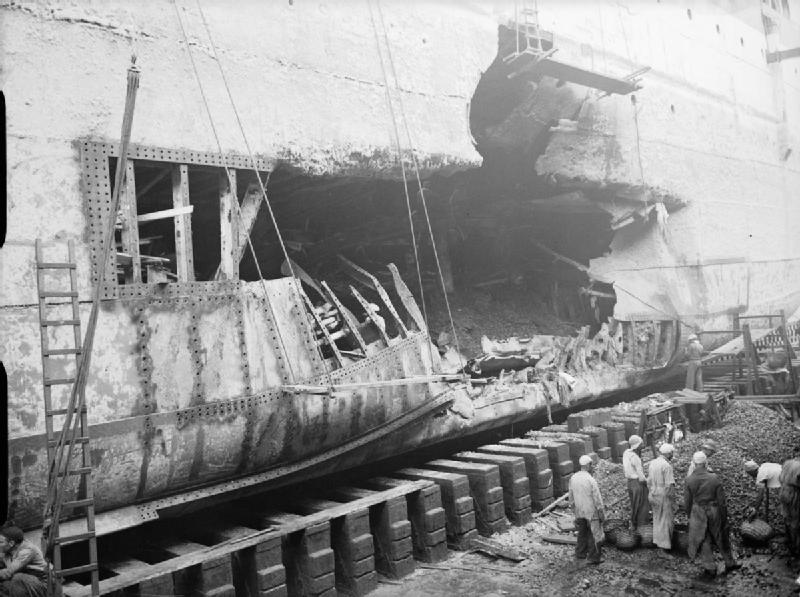
Schäden eines feindlichen Torpedos am Hospitalschiff HMHS Somersetshire

Das Funktionsprinzip des Torpedos ist bis heute weitgehend gleich geblieben, wenngleich moderne Torpedos einige Komponenten mehr besitzen als frühe Bauformen. So weisen Torpedos auch heute noch eine Zigarrenform auf und schwimmen beim Angriff auf Oberflächenschiffe knapp unter der Wasseroberfläche, um ein Loch in die Bordwand unterhalb der Wasserlinie zu sprengen und damit das Ziel zum Sinken zu bringen. Dies wird durch Aufschlagzünder erreicht, die den im Kopf des Torpedos befindlichen Sprengstoff zur Explosion bringen.
Bei Explosion direkt auf dem Ziel geht allerdings ein Teil des Explosionsdrucks in den Hohlraum des Schiffes verloren. Darum wurden Abstandszünder entwickelt oder der Sprengsatz von der Spitze weiter nach hinten im Torpedo verlegt. Durch die dann entstehende Druckwelle im unelastischen Wasser wird der Schaden an ungepanzerten Schiffen trotz des Abstandes erheblich größer.
Alternativ versucht man, Torpedos unter dem Boden des Zieles zu zünden. Dazu wurden Magnetzünder entwickelt, die auf die typischen Veränderungen des Erdmagnetfeldes reagieren, welche die Stahlmasse eines Schiffes verursacht. Wenn der Torpedo beim Unterlaufen des Schiffes explodiert, wird es zunächst durch die Druckwelle getroffen, dann verliert das Schiff durch die expandierende Gasblase an dieser Stelle den Auftrieb und bricht unter der eigenen Last auseinander.
Sowohl US-Amerikaner als auch Deutsche hatten zu Beginn des Zweiten Weltkrieges unter anderem Probleme mit den gerade neu entwickelten Magnetzündern und der Tiefensteuerung ihrer Torpedos. Diese Phase ging in die Geschichte ein als Torpedoskandal (USA) bzw. Torpedokrise (Deutschland).
Den jeweiligen Problemen lagen Fehler in der Entwicklung, Fertigung und Handhabung zu Grunde. Allerdings war die exakte Steuerung von Magnetzündern mit der damaligen Technik auch extrem schwierig zu realisieren. Das führte zu einer Vielzahl von Misserfolgen besonders der U-Bootwaffe der beiden Marinen und zu einem zeitweiligen Verzicht auf die neuentwickelte Technik.
Technische Probleme mit der Torpedosicherheit haben auch in jüngerer Zeit zu schweren Unfällen geführt. So ist der Verlust des russischen Atom-U-Boots Kursk am 12. August 2000 vermutlich auf einen defekten Torpedo zurückzuführen. Gleiches gilt für das US-Atom-U-Boot Scorpion, das am 22. Mai 1968 mit hoher Wahrscheinlichkeit durch die Fehlfunktion eines eigenen Torpedos zerstört wurde.

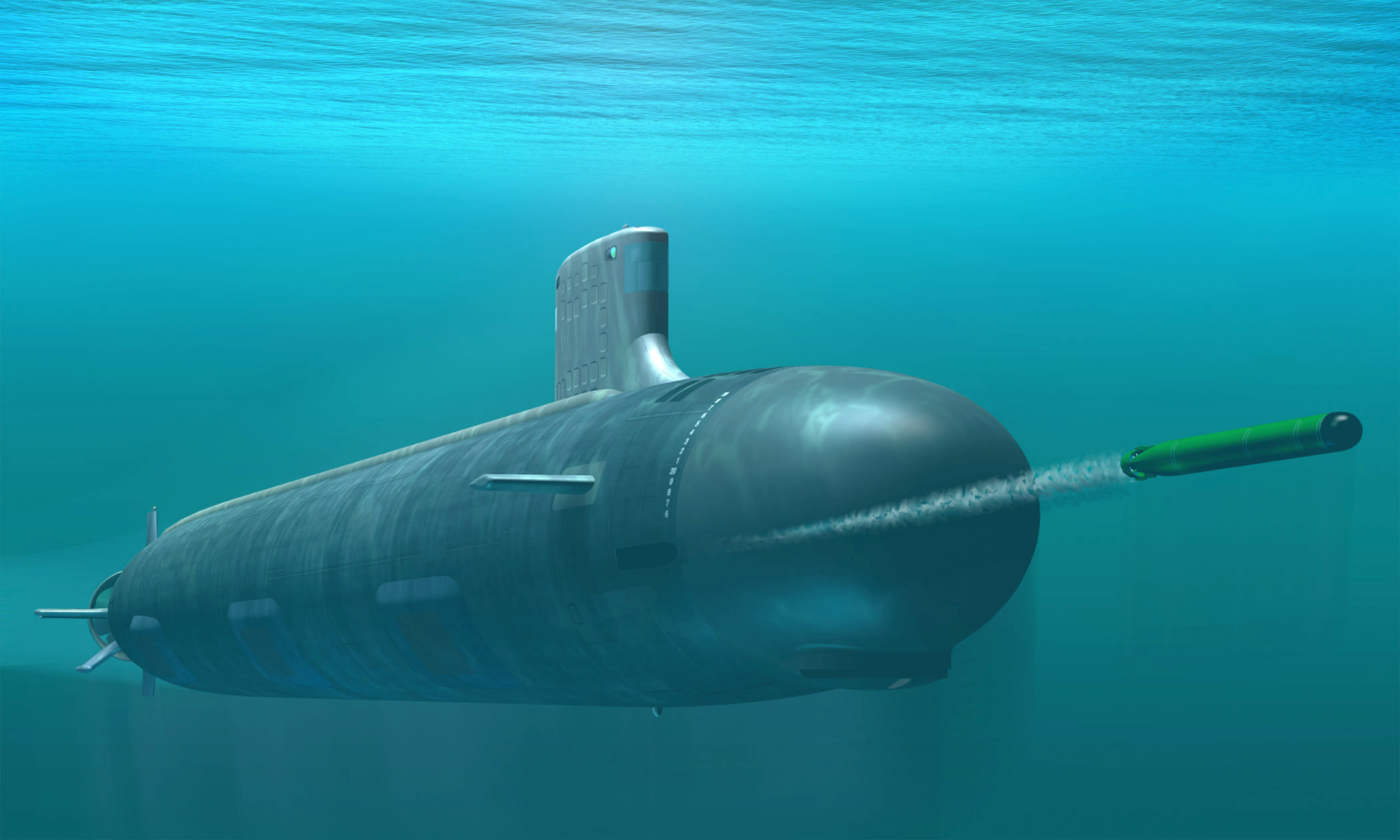
Ein Boot der Virginia-Klasse schießt einen Torpedo (Grafik)

Abgesehen von der Wasserbombe ist der Torpedo die einzige Waffe zur aktiven Bekämpfung getauchter U-Boote. Der Angriff auf ein getauchtes gegnerisches U-Boot erfolgt in der Regel in großer Tiefe. Moderne Torpedos erreichen Wassertiefen von etwa 750 Metern. Um ein feindliches U-Boot, das sich in allen drei Dimensionen bewegen kann, zu orten, besitzen heutige Torpedos aktive und passive Sonardetektoren in ihrer Spitze. Die empfangenen Signale werden von einem meist in der Mitte des Torpedos befindlichen Computer ausgewertet und daraus Befehle für die Steuerflossen am Ende des Torpedos zur Richtungsänderung abgeleitet. Zum Durchdringen der gepanzerten doppelten Hüllen großer Atom-U-Boote wurden spezielle Gefechtsköpfe entwickelt.
Neben Torpedos mit konventionellem Sprengkopf werden seit dem Kalten Krieg auch Torpedos mit Atomsprengkopf gebaut. Speziell die UdSSR hoffte, damit im Kriegsfall die US-amerikanischen Trägerkampfgruppen möglichst effektiv ausschalten zu können, da sie in diesem Bereich der maritimen Kriegsführung den US-Amerikanern deutlich unterlegen waren, während ihre U-Boot-Flotte deutlich stärker war. Einige der atomar ausgestatteten Torpedos gingen verloren oder wurden auf See verklappt und stellen daher ein zunehmendes Risiko dar.

## Neuere Entwicklungen

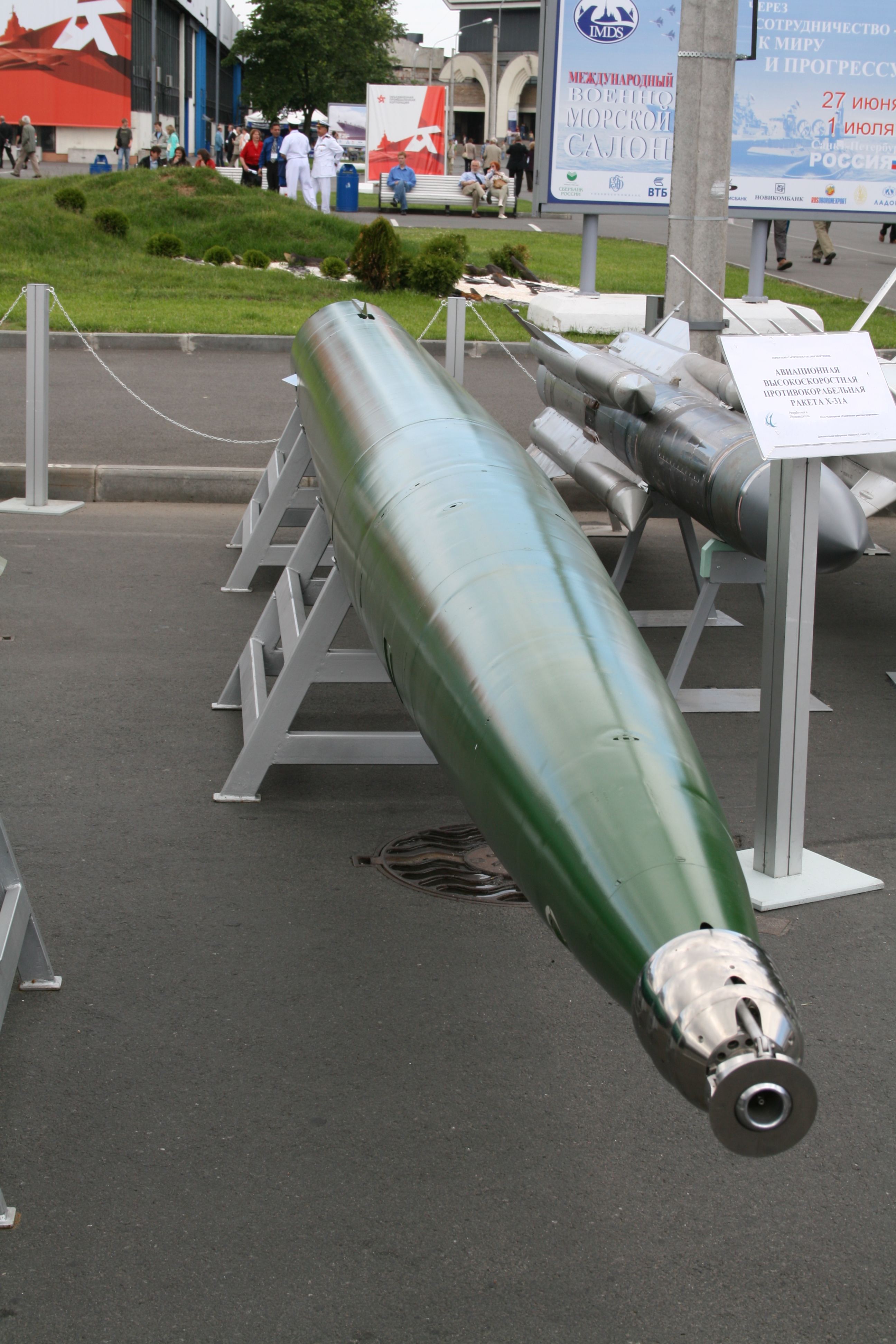
Superkavitationstorpedo Schkwal

Der „SeaHake Mod.4 ER“ (Extended Range) Torpedo von Atlas Elektronik, eine Weiterentwicklung des DM 2 A4 der U-Boot-Klasse 212 A der Deutschen Marine, erzielte 2012 einen neuen Reichweitenrekord von 140 km und übertraf damit die Reichweite üblicher Schwergewichtstorpedos um mehr als 50 %.
Seit den 1970er Jahren sind Torpedos mit Superkavitationsblase und Raketenantrieb durch ein Feststoffraketentriebwerk im Einsatz, die mindestens 200 Knoten schnell sind. Während erste Versuche mit Strahlantrieb auf deutscher Seite bereits während des Zweiten Weltkrieges stattfanden, spielte die sowjetische Marine bzw. Waffentechnik hier die eigentliche Vorreiterrolle. 1977 stellte sie den ersten einsatzfähigen Superkavitationstorpedo (Schkwal) in Dienst.
Diese Torpedos besitzen nach Beschreibungen und publizierten Fotos an der Spitze eine abgeplattete Fläche. An den Kanten der Fläche bildet sich nach hinten abgehend die eigentliche Kavitationsblase, unterstützt und erweitert durch die Umleitung von Abgasen. Die Lenkung geschieht durch die steuerbare Fläche an der Spitze, durch seitliche Finnen und eventuell durch den Strahlantrieb selbst.
Die ersten Schkwal-Torpedos waren ungelenkt und für konventionelle und nukleare Sprengköpfe vorgesehen. Auch spätere Schkwal-Torpedos und das Exportmodell Schkwal E sind nicht zielsuchend; die Zieldaten müssen vor dem Abschuss in den Autopiloten des Torpedos einprogrammiert werden. Sie besitzen konventionelle Sprengköpfe mit 210 kg TNT. Es wird von moderneren Varianten des Schkwal-Torpedos berichtet, die sich zielsuchend oder zumindest ferngelenkt bewegen.
Eine weitere Entwicklung in diese Richtung war der deutsche Superkavitierende Unterwasserlaufkörper der Firma Diehl BGT Defence.

## Torpedoabwehr

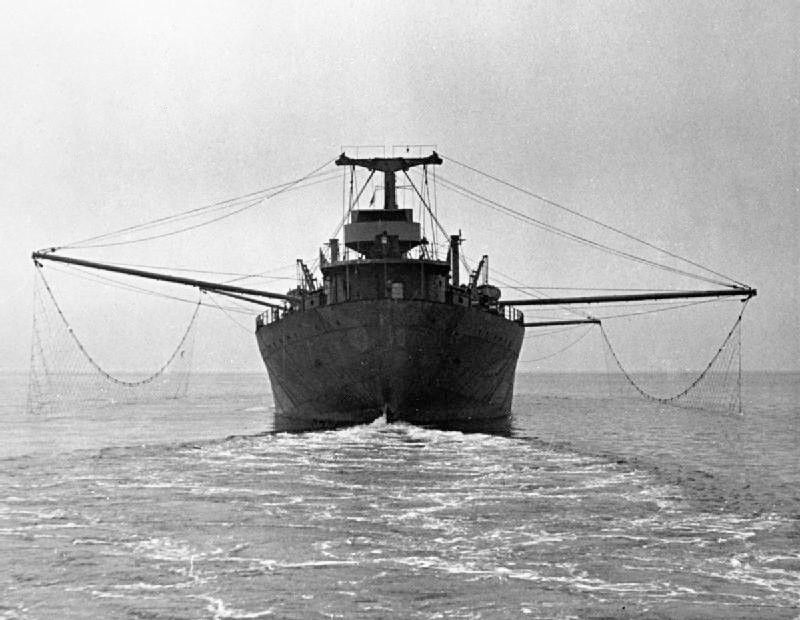
Torpedoschutznetze

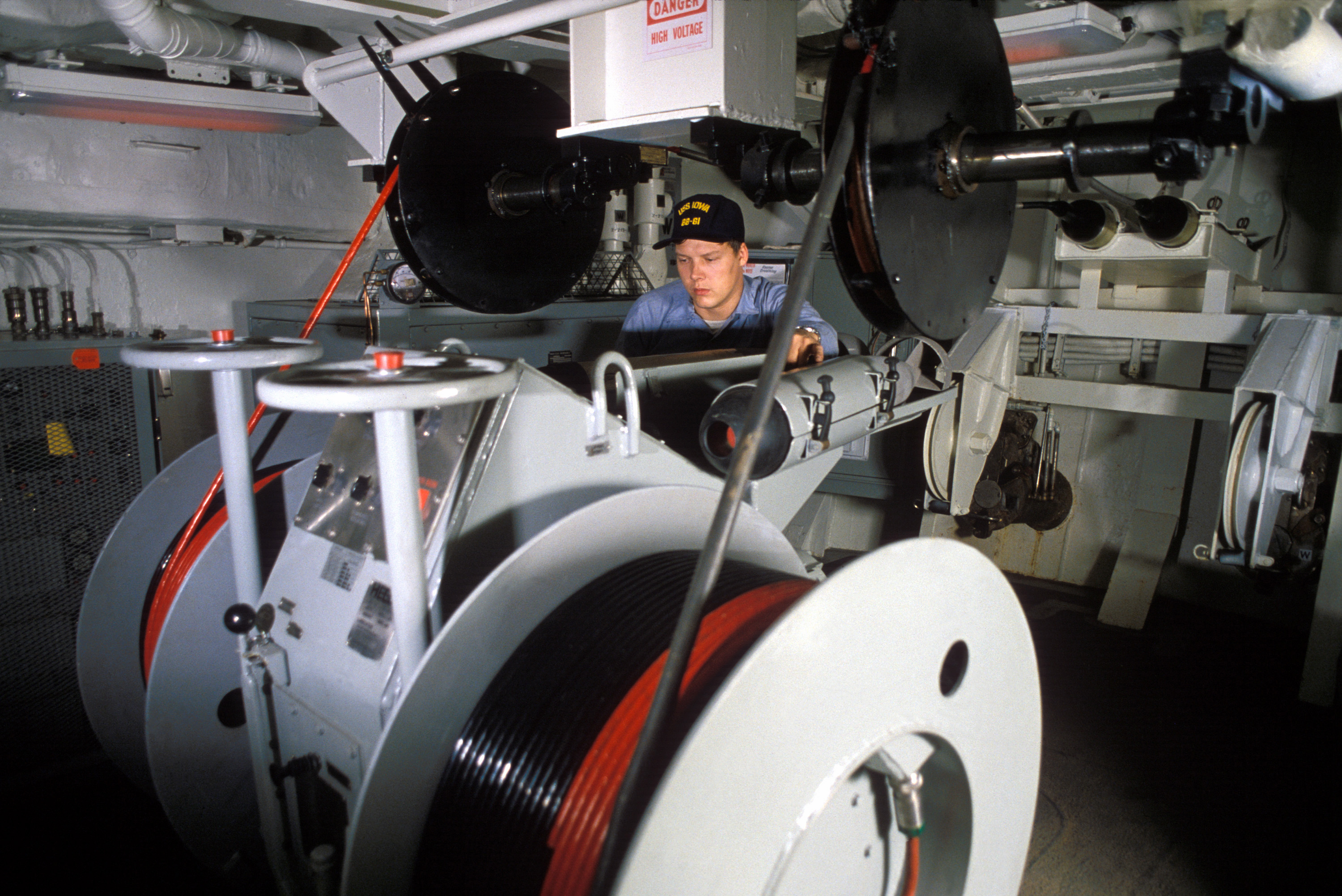
AN/SLQ-25 Nixie-Täuschkörpersystem an Bord der Iowa

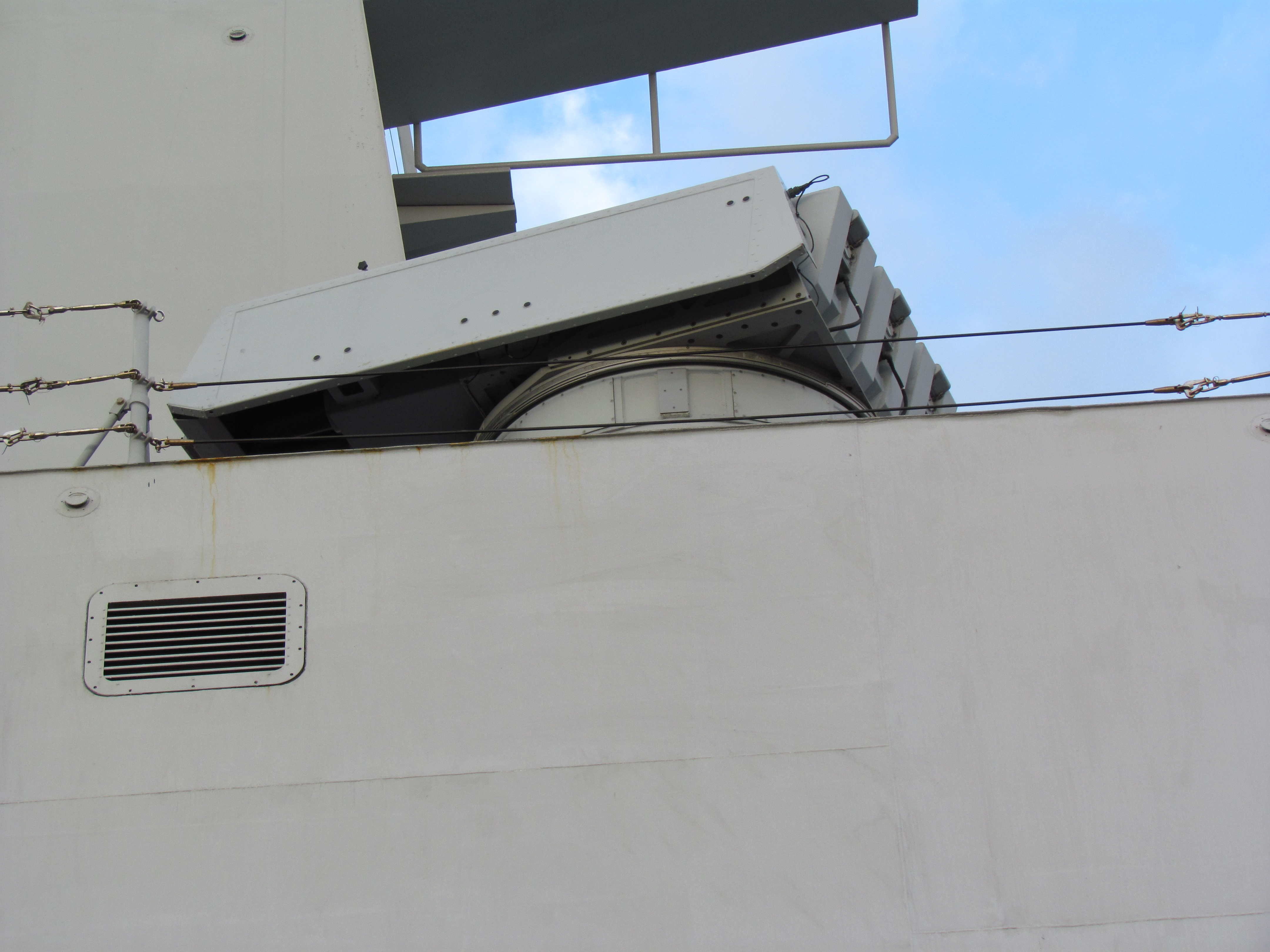
Torpedoabwehrsystem SLAT an Bord des italienischen Zerstörers Caio Duilio (D 554)

Zur Abwehr feindlicher Torpedos werden verschiedene Maßnahmen und Systeme eingesetzt. Im Ersten und Zweiten Weltkrieg wurden passive Maßnahmen zum Torpedoschutz eingesetzt, bspw. konstruktive Merkmale wie der Torpedowulst oder Torpedoschutznetze.
In der heutigen Torpedoabwehr werden zunächst die schiffseigenen Sonarsysteme zur Detektion angreifender Torpedos verwendet.
Mit verschiedenen Fahrmanövern kann versucht werden, den Torpedo abzulenken. Zur Abwehr von feindlichen zielsuchenden Torpedos dienen ihrerseits zieldarstellende Gegentorpedos oder Schlepptäuschkörper, z. B. der US-amerikanische AN/SLQ-25 Nixie, die ein oder mehrere Scheinziele simulieren, meist mit sehr starkem elektromagnetischen und/oder einem abgestimmten akustischen Frequenzspektrum (zur Schraubengeräuschdarstellung). Fast immer schalten angreifende Torpedos dann auf das stärkere Scheinziel auf (sogenanntes Lock On) und ermöglichen dem Angegriffenen ein zwischenzeitliches Absetzen aus der bedrohlichen Lage. Ebenfalls werden sowohl an Bord von Überwassereinheiten als auch U-Booten verschiedene Täuschkörperwurfsysteme verwendet, die akustische Täuschkörper ausstoßen können, z. B. das französische System SLAT (Systeme de Lutte Anti-Torpille), das britische System SSTD (Surface Ship Torpedo Defence) und das deutsche System TAU 2000 (Torpedoabwehr U-Boote).
Mit verschiedenen, zum Teil auch noch in der Entwicklung befindlichen Systemen wird zudem versucht, den angreifenden Torpedo direkt zu zerstören. Hierzu werden bspw. der russische Wasserbombenwerfer RBU-12000 oder Anti-Torpedo-Torpedos verwendet.

## Museale Rezeption

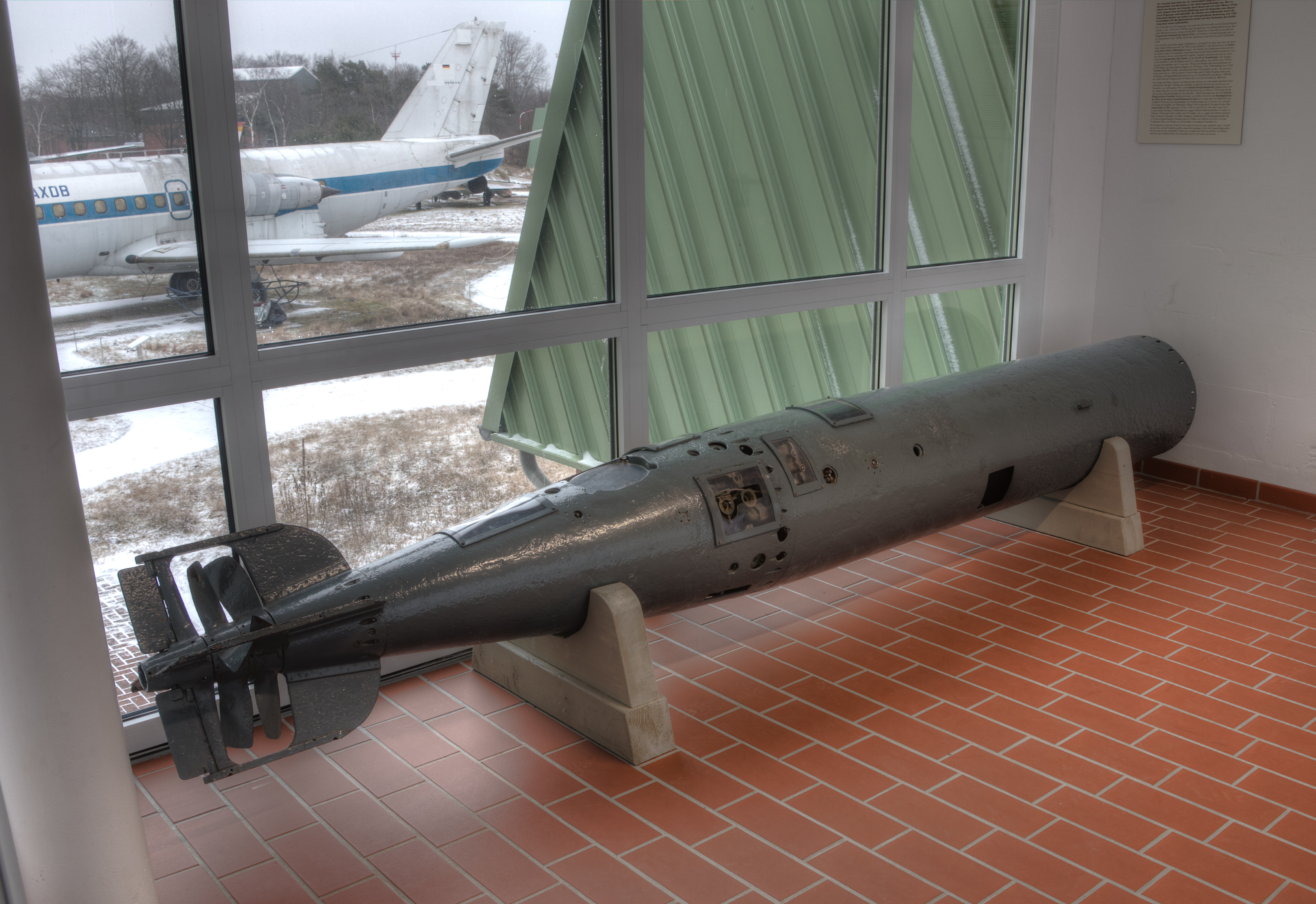
Torpedo, Exponat im Aeronauticum Nordholz

Im Heeresgeschichtlichen Museum in Wien, in welchem die Geschichte der k.u.k. Kriegsmarine im Detail dokumentiert ist, befindet sich einer jener ersten Torpedos, welcher von Robert Whitehead in Zusammenarbeit mit dem österreichischen Fregattenkapitän Johann Luppis entwickelt wurde. Er hat eine Länge von 3,35 m und einen Durchmesser von 35 cm, gilt als erster funktionsfähiger Torpedo der Marinegeschichte und wurde von fast allen Kriegsmarinen übernommen. In der Dauerausstellung sind noch weitere Torpedomodelle ausgestellt, darunter auch ein im technischen Detail hervorragend ausgearbeitetes Schnittmodell.